# (525596) 2005 JR179
(525596) 2005 JR179 est un objet transneptunien faisant partie des cubewanos. 

## Caractéristiques
(525596) 2005 JR179 mesure environ 170 km de diamètre.